# فيليب راسموسن
فيليب راسموسن (بالدنماركية: Philip Rasmussen)‏ (12 يناير 1989 كوبنهاغن الدنمارك - ) هو لاعب كرة قدم دانمركي يلعب كلاعب وسط.